# Меристема

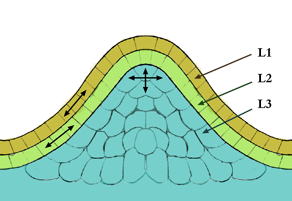
Модель апікальної меристеми «туніка-конус»

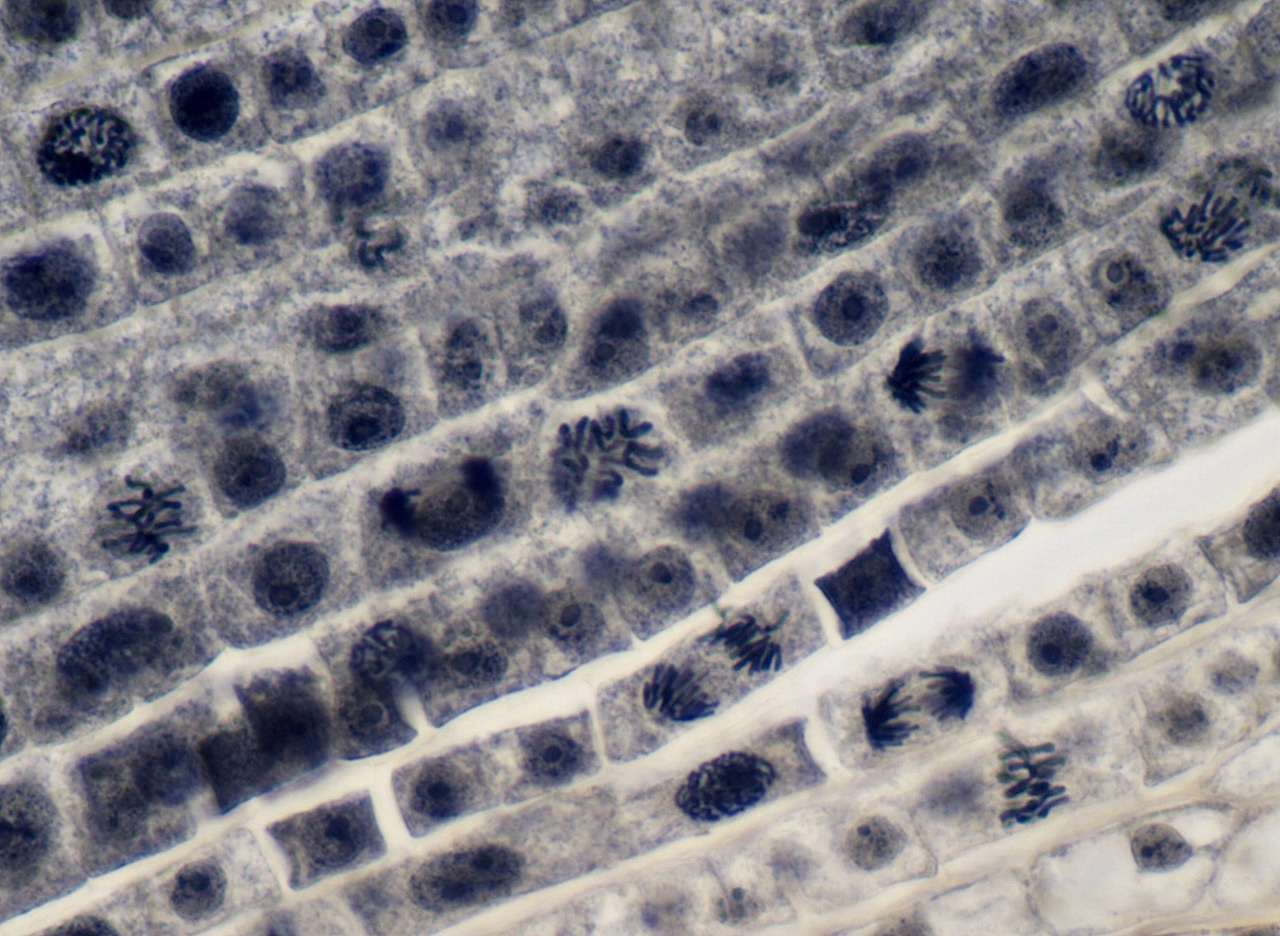
Меристема кореня цибулі (Allium cepa) під мікроскопом

Меристе́ма (від грец. meristos — подільний) — твірна тканина рослин, що складається з недиференційованих клітин (меристематичних клітин), і знаходиться у частинах рослин, де відбувається ріст.

## Цитологічні особливості меристем
Диференційовані клітини рослин загалом не можуть ділитися або перетворюватися на клітини інших типів. Тому, поділ клітин в меристемах необхідний для забезпечення нових клітин для росту інших тканин, утворення нових органів і забезпечення структури тіла рослини. За функцією меристематичні клітини аналогічні стовбуровим клітинам тварин, які не диференціюються або диференціюються незначно, і здатні до безперервного клітинного поділу. Меристематичні клітини маленькі, а цитоплазма та ядро повністю заповнюють клітину. Вакуолі надзвичайно маленькі, а цитоплазма не містить диференційованих пластид (хлоропластів або хромопластів), хоча вони присутні в рудиментарній формі (протопластиди). Меристематичні клітини щільно упаковані, майже без міжклітинного простору. Клітинна стінка — дуже тонка первинна клітинна стінка.
Фізіологічна діяльність меристем вимагає балансу між двома антагоністичними процесами: утворенням нових тканин і підтримкою оновлення популяції меристематичних клітин.
Меристема — твірна рослинна тканина, з якої можуть утворюватися всі інші тканини, меристематичні клітини тривалий час зберігають здатність до поділу з утворенням нових неспеціалізованих клітин.
Клітини меристеми сплощені, дрібні, щільно розташовані одна біля одної, без міжклітинників, в центрі клітин розташоване ядро, вакуолі дрібні, численні, клітинна оболонка первинна, наявні лише попередники пластид.
Цитологічні особливості меристем найбільш типово виражені у апікальних меристем. Клітини ізодіаметричні багатокутники, не розділені міжклітинниками. Клітинні стінки тонкі, з невеликим вмістом целюлози. Цитоплазма густа, ядро велике, розташоване в центрі. В цитоплазмі велика кількість рибосом та мітохнодрій (відбувається інтенсивний синтез білків та інших речовин). Численні вакуолі дуже дрібні.
Клітини латеральних меристем неоднакові за розміром та формою. Це пов'язане з відмінністю клітин постійних тканин, що з них утворюються. Так, наприклад, в камбії є паренхімні та прозенхімні клітини. З паренхімних ініціалей утворюється паренхіма провідних комплексів, з прозенхімних — власне провідні елементи.
Меристеми класифікують за положенням їх в рослині:
- Верхівкові (апікальні).
- Бічні (латеральні).
- Вставні (інтеркалярні).

Та за походженням:
- первинні
- вторинні.

Первинні меристеми знаходяться в тісному зв'язку з апікальними меристемами та безпосередньо з них утворюються, зокрема, протодерма, основна меристема, прокамбій. Протодерма — одношаровий шар малодиференційованих клітин, що вкриває апекс ззовні, в подальшому з неї формується епідерма. З основної меристеми формується кора, а з прокамбію, клітини якого витягнуті вздовж осі стебла, формується центральний циліндр.
Вторинні меристеми виникають із спеціалізованих клітин зрілих органів рослин та забезпечують їх латеральний ріст (фелоген, перицикл, камбій). Тканини, що утворюються з первинної меристеми, називаються первинними, а з вторинної — вторинними. До вторинних меристем слід також віднести так звані травматичні меристеми, які формуються в місцях ушкодження тіла рослин та забезпечують регенерацію.
Серед перерахованих типів меристем першою в онтогенезі з'являється апікальна меристема, із якої відбувається диференціація всіх інших тканин. Розташована вона на верхівках (апексах) стебла і кореня та їх бічних відгалужень. Особливістю життєдіяльності рослинного організму є, зокрема, збереження твірної діяльності у апікальних меристем протягом всього онтогенезу, тому говорять, що рослини здатні до необмеженого росту.

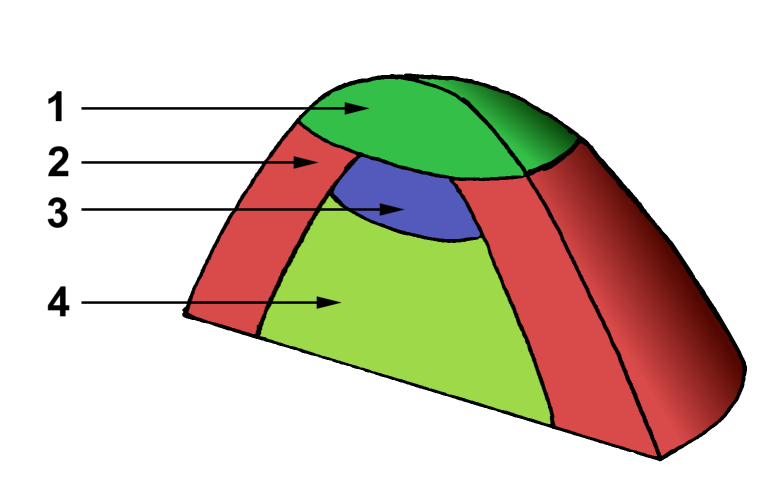
Будова апікальної меристеми (точки росту)
1 — Центральна частина
2 — Периферична частина

## Апікальна меристема
Апікальна меристема — представлена сукупністю клітин, що розташовані на верхівках головної та бічних осей стебла і кореня, за рахунок них органи ростуть у довжину.

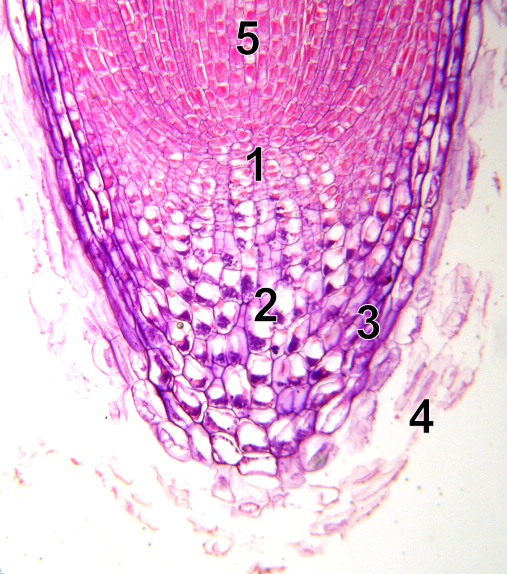
Точка росту кореня (збільшення 10x)
1 — основна меристема (плером)
2 — каліптроген (живі клітини кореневого чохлика)
3 — кореневий чохлик
4 — мертві клітини, що злущуються
5 — прокамбій

Апікальна меристема локалізується на полюсах зародка — кінчику кореня та бруньки. Забезпечує ріст кореня та пагона в довжину. Апікальні меристеми первинні, вони утворюють конус наростання кореня та пагона.

## Латеральна меристема
Бічна меристема (латеральна) — клітини розташовуються вздовж осі органів, забезпечуючи їх ріст в товщину. Бічні меристеми можуть бути як первинними (прокамбій, перицикл) так і вторинними (камбій, фелоген).
Латеральна меристема розташована по колу осьових органів, утворюючи циліндри, що на поперечних зрізах мають вигляд кільця.
Первинні бічні меристеми — прокамбій, перицикл — виникають під апексами та знаходяться в безпосередньому зв'язку з ними.
Вторинні бічні меристеми — камбій та фелоген (пробковий камбій) — формуються пізніше з промеристем або постійних тканин шляхом їх диференціації.
Бічні меристеми забезпечують потовщення кореня та стебла. З прокамбію та камбію утворюються провідні тканини, з фелогена — кірка.
Фелоген (рос. феллоген) — вторинна меристематична тканина — формується за рахунок периклінальних поділів клітин перициклу і закладається під ендодермою. Фелоген відкладає назовні вторинну покривну тканину — корок. Діяльність фелогену приводить до того, що первинна кора під тиском наростаючих вторинних тканин ізолюється від центрального циліндра, відмирає і відділяється.
Таким чином на зміну первинній формується вторинна кора, що є сукупністю тканин, розташованих назовні від камбію.

## Інтеркалярна меристема
Інтеркалярна меристема (синонім — вставна меристема) — клітини розташовуються між ділянками диференційованих тканин, забезпечуючи вставний ріст.
Інтеркалярна меристема, наприклад, розташовується у вузлах злаків, біля основи черешків, тичинкових ниток. Це залишкові первинні меристеми. Вони походять від верхівкових меристем, але їх перетворення в постійні тканини затримане порівняно з іншими тканинами стебла. Це ніжні меристеми особливо добре помітні у злаків. У разі полягання хлібів вони забезпечують підняття стебел за рахунок нерівномірного поділу клітин з нижнього та верхнього боку соломини.І вона забезпечує інтекалярний ріст.

## Ранева, або травматична меристема
Утворюються при пораненні тканин та органів. Живі клітини, що оточують уражені ділянки, дедиференціюються та починають ділитися, тобто перетворюються на вторинну меристему. Раневі меристеми утворюють калюс — щільну тканину білуватого або жовтуватого кольору, що складається з паренхімних клітин різного розміру, розташованих не упорядковано. Клітини калюса мають крупні ядра та відносно товсті клітинні стінки. Калюс може дати початок будь-якій тканині або органу рослини. На периферії формується корок, можлива диференціація клітин калюса на інші тканини. В калюсі можуть закладатися додаткові корені та бруньки. Калюс виникає при щеплені рослин, забезпечує зростання прищепи та підщепи; в основі черенків. Також калюс використовують для отримання культури ізольованих тканин.